# Prawo średzkie

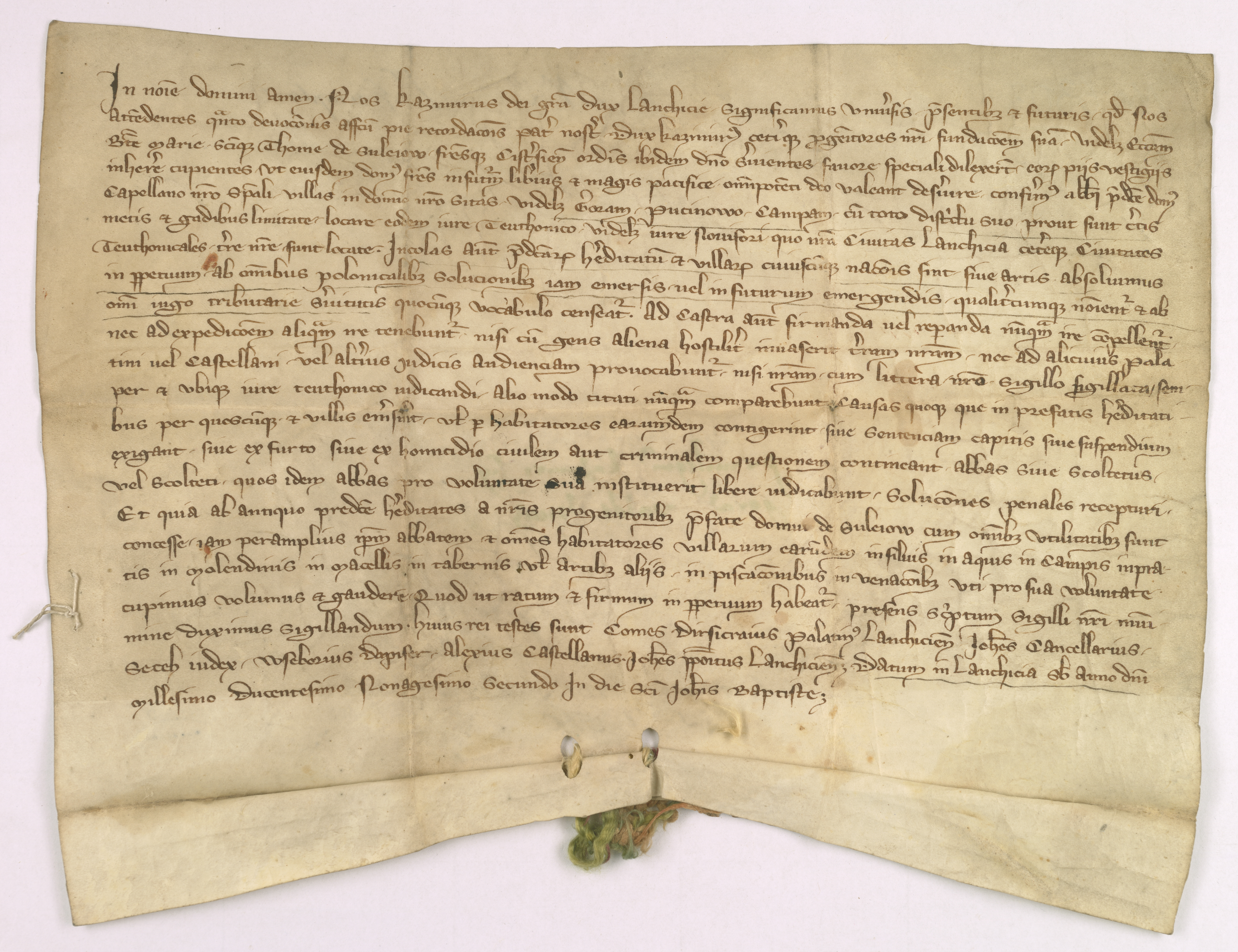
Książę Kazimierz II łęczycki nadaje immunitet i prawo średzkie wsiom klasztoru sulejowskiego Górze, Puczniewowi i Kępie, dokument z 24 czerwca 1292 roku

Prawo średzkie (łac. ius Novi Fori, ius sredense, niem. Neumarkt-Magdeburger Recht) – odmiana prawa niemieckiego powstała w Środzie Śląskiej na wzór praw obowiązujących w Halle na początku XIII wieku.

## Historia
W Środzie Śląskiej początkowo funkcjonowało prawo polskie, które ok. 1210 r. zostało zastąpione przez regulacje prawa flamandzkiego. Ponieważ ławnicy magdeburscy nie zawsze instruowali lub rozstrzygali zgłaszane wątpliwości zgodnie z oczekiwaniami Henryka I Brodatego, w 1235 r. książę uzyskał dla Środy Śląskiej wykładnię prawa magdeburskiego z saskiego Halle. Regulacje obowiązujące w Środzie Śląskiej były efektem połączenia elementów praw flamandzkiego i magdeburskiego. Kodyfikacja prawa średzkiego miała na celu podporządkowanie prawa niemieckiego interesom księcia.
Po dokonanej przez Henryka Brodatego lokacji Środy Śląskiej na nowych zasadach ich działanie musiało zostać pozytywnie ocenione, bowiem już w 1214 r. prawo średzkie nadano Kostomłotom, a potem miejscowościom Ujów i Sobótka. Na podstawie tego prawa dokonywano lokacji 132 miast (do 1477 r.) i ponad tysiąca wsi, głównie na Śląsku, we wschodniej Wielkopolsce i północnej Małopolsce, a prawo średzkie było stosowane w Polsce na równi z magdeburskim i chełmińskim. Lokalną odmianą prawa średzkiego stosowaną we wschodniej Wielkopolsce było prawo kaliskie.
Znaczenie prawa średzkiego zmalało po zjednoczeniu państwa w czasach Kazimierza III Wielkiego i utworzeniu sądu wyższego prawa niemieckiego w Krakowie, a w XVI w. włączono je do prawa magdeburskiego, zaś sama Środa Śląska w 1362 r. przeszła na prawo magdeburskie.

## Postanowienia
Według prawa średzkiego w mieście rządził sołtys lub wójt dziedziczny wraz z ławnikami, a miasto posiadało ograniczoną autonomię i sądownictwo. Zapewniało prawo spadkowe kobietom.
Miasta lokowane na prawie niemieckim mogły stanowić w pewnym zakresie swoje własne prawa poprzez wilkierze regulujące kwestie bezpieczeństwa, spraw targowych czy norm obyczajowych, oraz statuty cechowe regulujące działalność cechów miejskich.